# Platja de Canyet
La platja de Canyet és una platja del municipi de Santa Cristina d'Aro (Baix Empordà), situada davant de la urbanització Rosamar, flanquejada, a llevant, pel turó de la Punta de Canyet, una formació rocallosa completament coberta de pins fins a la vora del mar, que la separa de la platja dels Canyerets, i els esculls de Canyet, a ponent, units entre ells per una passarel·la per on es pot passejar. Orientada al sud-est, té una longitud de 59 m i una amplada mitjana de 10 m, formada per còdols i sorra gruixuda. El pendent d'entrada a l'aigua no presenta un gran desnivell, però el fons és molt rocós.